# Clairvillia timberlakei
Clairvillia timberlakei is een vliegensoort uit de familie van de sluipvliegen (Tachinidae). De wetenschappelijke naam van de soort is voor het eerst geldig gepubliceerd in 1914 door Walton.